# César Belli
Pour les articles homonymes, voir Michelon.

 César Michelon, surnommé César, est un footballeur brésilien né le 16 novembre 1975 à Bebedouro (Brésil). Il occupe le poste de défenseur central et joue actuellement avec Mirassol.

## Carrière de joueur

### En équipe nationale
Il compte huit sélections avec l'équipe du Brésil, la première en février 1998.

### Palmarès
- Vainqueur de la Copa América en 1999 avec l'équipe du Brésil
- Champion de l'État de São Paulo en 2003 avec SC Corinthians